# Czernowitzer Morgenblatt
Czernowitzer Morgenblatt (укр. Чернівецький ранковий листок) — місцева щоденна газета, заснована у Чернівцях Юліусом Вебером та Еліасом Вайнштайном. Видавалася з 14 травня 1918 до 28 червня 1940 спочатку німецькою, а в 1938—1940 — румунською мовами. У виданні деякий час працював буковинський письменник та критик Альфред Марґул-Шпербер, який "опікувався" чернівецькими німецькомовними поетами Паулем Целаном, Розою Ауслендер, Мозесом Розенкранцем, Іммануілом Вайсґласом та ін. "Czernowitzer Morgenblatt" була тим "майданчиком", де молоді автори могли опублікувати свої літературні спроби.   